# Scopula eccletica
Scopula eccletica är en fjärilsart som beskrevs av Louis Beethoven Prout 1935. Scopula eccletica ingår i släktet Scopula och familjen mätare. Inga underarter finns listade.